# Lee Si-woo (actriz)
Lee Si-woo (en hangul, 이시우; nacida el 5 de septiembre de 1997) es una actriz y modelo surcoreana.

## Carrera
Lee Si-woo se preparó en gimnasia rítmica de niña pero tras una lesión pasó a estudiar arte en la escuela secundaria. Durante su últrimo año de secundaria decidió dedicarse a la actuación, siguiendo el ejemplo de su hermano menor, que ya se estaba preparando para ello. Sus padres le dijeron que siguiera al menos un año en la universidad, donde estudió escultura, y después, si recibía una beca, podría estudiar actuación, como así fue.
Ha aparecido en algunas campañas publicitarias en telefonía móvil, moda y belleza. Debutó como actriz en 2021 con la serie El mito de Sísifo, donde interpreta el papel de Bing Bing. Ese mismo año protagonizó la serie web Contract Love from Today, con el papel de Oh Ji-na, una joven aprendiz de idol que ofrece un contrato de romance a un coetáneo. Este papel dio una cierta popularidad a la actriz, gracias al éxito de la serie, que superó el millón de visitas en su primer episodio.
A estos papeles les siguió al año sucesivo el de la actriz novata Yu-na en Shooting Stars, y el de Anne en la versión coreana de La casa de papel, papel que le dio cierta popularidad. También estaba previsto para octubre de 2022 el estreno de La vida fabulosa, otra producción de Netflix con presencia de la actriz en el reparto. Sin embargo, la tragedia de Halloween en Itaewon provocó su aplazamiento hasta el 23 de diciembre del mismo año.

## Filmografía

### Series de televisión
| Año  | Título                    | Papel                 | Canal                    | Notas                                           | Ref.          |
| ---- | ------------------------- | --------------------- | ------------------------ | ----------------------------------------------- | ------------- |
| 2021 | El mito de Sísifo         | Bing Bing/Lee Ji-hoon | jTBC, Netflix            |                                                 | [ 3 ] [ 11 ]  |
| 2021 | Contract Love from Today  | Oh Ji-na              | KKTV (YouTube), Naver TV | Serie web, protagonista                         | [ 5 ] [ 12 ]  |
| 2022 | Shooting Stars            | Jin Yoo-na            | tvN                      |                                                 | [ 7 ]         |
| 2022 | La casa de papel: Corea   | Ann                   | Netflix                  | Serie web                                       | [ 8 ]         |
| 2022 | O'PENing - Babel Syndrome | Ko Yeon-hee           | tvN                      | Drama Stage (obra en un episodio, protagonista) | [ 13 ] [ 14 ] |
| 2022 | La vida fabulosa          | Esther                | Netflix                  | Serie web                                       | [ 15 ]        |
| 2023 | My Lovely Liar            | Shaon (Sa Ji-on)      | tvN                      |                                                 | [ 16 ] [ 17 ] |
| 2023 | Arthdal Chronicles        | Nunbyeol              | tvN                      | Segunda temporada                               | [ 18 ]        |

### Vídeos musicales
| Año  | Título            | Artista   | Ref.  |
| ---- | ----------------- | --------- | ----- |
| 2021 | «Sometimes I Cry» | Chae Yeon | [ 2 ] |